# ジョン・ガードン (イングランドの政治家)
ジョン・ガードン（John Gurdon, 1595年7月3日 - 1679年9月9日）は、イングランドの政治家。1640年から1660年にかけて下院で多数の役職を務めた。イングランド内戦では円頂党（議会派）を支持した。

## 生涯
ガードンは、ノーフォークのレットンおよびサフォークのアシントンに土地を保有する資産家ブランプトン・ガードンの息子として生まれた。1640年にイプスウィッチ選区から短期議会および長期議会の議員に選任された。
イングランド内戦において円頂党に属し、議会軍を支援した。プライドのパージ後も議会に残った。国王チャールズ1世の裁判に際しては、理事の1人として指名を受けたが、出席を拒否した。1650年、1651年、1652年に国務会議（国家評議会）委員を務めた。除名により長期議会を離れた後、1654年にサフォーク選出で第一議会代表、1660年にサドバリー選出で仮議会代表。